# Blötmotjärnen
Blötmotjärnen är en sjö i Hudiksvalls kommun i Hälsingland och ingår i Harmångersån-Delångersåns kustområde. Sjöns area är 0,031 kvadratkilometer och den är belägen 40 meter över havet.